# 中国农业税

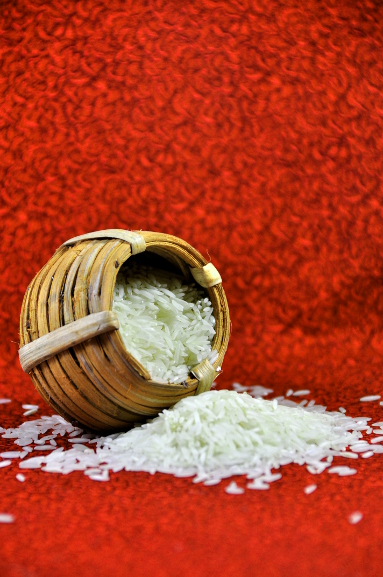
歷史上相當長一段時期農業稅以實物徵收。

农业税指向农业收入单位（组织）和个人征收的一种税种，作为税赋种类和术语，源自《农业税条例》颁布实施以后。中国大陆的农业税以折合征收粮食实物为主，依据为《农业税条例》；由于一直以征收实物粮食为主，所以习惯上又称为“公粮”。
农业税由地方负责征收管理，所得收入归地方政府即属于地方税范畴，纳入地方财政管理。按货币（人民币）折算，1955年全国财政收入27,203,319,000元，其中农业税3,054,308,000元，占总额的比率为11.23％；2001年，全国农业各税总计481.70亿元，农业四税占各项税收总收入的比重为3.15%，剔除耕地占用税和契税，真正的农牧业税在2001年为286.29亿元，相当于国家税收总额的1.87%。
随着2005年12月29日第十届全国人民代表大会常务委员会第19次会议“关于废止《农业税条例》的决定”的通过，农业税于2006年1月正式废止。

## 历史
中国历史上有记载的农业税收为春秋时期（前594年）鲁国实行的“初税亩”，汉代叫“租赋”，唐朝称“租庸调”，国民政府时期叫“田赋”（於1987年停徵）；期间在历朝对税制多次进行改革。1949年中华人民共和国成立后，也未停止征收农业税。中国为传统的农业国，农业税收一直是国家统治的基础，国库收入主要来自农业税收。到2005年废止农业税止共计实行了整整2600年。
- 1958年6月3日颁布《农业税条例》[3]。
- 1983年开始，开征“农林特产农业税”，1994年改为农业特产农业税；牧区省份则根据授权开征牧业税；农业税制实际包括农业税、农业特产税和牧业税等三种形式[4]。农业税收因为收归各级地方政府，又俗称三提五统。
- 2000年起从安徽开始试点并逐步扩大范围，到2003年在中国大陆全境铺开，推行农村税费改革。取消乡统筹、农村教育集资等专门向农民征收的行政事业性收费和政府性基金、集资，取消屠宰税，取消统一规定的劳动义务工；调整农业税和农业特产税政策；改革村提留征收使用办法[5]。
- 2004年开始，取消牧业税和除烟叶外的农业特产税；实行取消农业税试点并逐步扩大试点范围，对种粮农户实行直接补贴、对粮食主产区的农户实行良种补贴和对购买大型农机具户的农户给予补贴；吉林、黑龙江8个省份全部或部分免征了农业税，河北等11个粮食主产省区降低农业税税率三个百分点，其他地方降低农业税税率一个百分点[5]。
- 2005年上半年，中国22个省免征农业税；2005年年底28个省区市及河北、山东、云南三省的210个县（市）全部免征了农业税[6]。
- 2006年1月1日，《农业税条例》被废止，农业税正式取消[3]。

## 评价
学术界认为中国的农业税制不科学。从世界各国来看，极少单独开征农业税的税种，一般农产品在作为商品的流通各个环节征收或根据农民净所得课税。中国农业税税基包括了农民用于最基本的生存支出，包括基本口粮支出、教育支出和医疗支出等成本。2003年农村税费改革后，农业税仍旧按土地的常年总产量计征，没有考虑当年总收入扣除生产耗费后的实际所得，这个常年产量既包括农民销售的商品粮、口粮和种子等；农业税实际上已退化为定额的“土地税”，或更像“地租”，有人戏称为“田亩税”、“人头税”。

### 属于不公平税赋
农业税属于不公平税赋。中国大陆自1981年开始，以800元月工资收入为起征点（2006年1月1日开始起征点调整为1600元）开征个人所得税，城镇个体户的增值税按销售额600元－2000元的起征点。农业税并没有起征点和免征额，无论土地常年产量是多少，是自用还是外销都要纳税，按全额计征，不符合税收公平原则。

### 地区税率差异大
以法定亩（15亩合1公顷）计算的平均税率悬殊。通常的税收负担平原地区大大高于丘陵地区，丘陵地区高于山区；不同行政区之间、相邻生产组织（如生产队）之间普遍存在较大的税率差异，有的相差一倍或更多。事实上随着灌溉条件的改善、病虫害防止手段改善和农作物品种的改良，每亩粮食单产量由二三百斤提高到八百到一千斤，而按照耕地平均计算每亩实物税额基本上自1950年代后期或1960年代初期以后一直维持不变。以湖南农村为例，平均每亩的实物税额从15公斤左右到超过50公斤（稻谷），洞庭湖滨湖区平均税赋最高，而实际按粮食计量的产出相差不到20％左右。

## 征收对象
征收对象为从事农业生产、有农业收入的单位和个人；项目包括粮食作物和薯类作物的收入；棉花、麻类、烟叶、油料、糖料和其他经济作物的收入；园艺作物的收入；规定或者批准征收农业税的其他收入。

## 税率
- 种植粮食作物的收入，按照粮食作物的常年产量计算；薯类、棉花、麻类、烟叶、油料和糖料作物，按照同等土地种植粮食作物的常年产量计算；园艺、其他经济作物的征税按照农业特长税征收，具体税率由各个省、自治区、直辖市自行规定。
- 常年产量是1960年代初期的三年困难时期粮食产量确定。
- 平均税率规定为常年产量的15.5％；各省、自治区、直辖市的平均税率，由国务院根据全国平均税率，结合各地区的不同经济情况，分别加以规定；最高不得超过常年产量的25％。

国务院对农业税税率进行了多次调整，但直至农村税费改革以前，尽管历经多次调整，但实际上剔除农业税附加和“三提五统”，真正意义上的农业税总量按照法定亩计算，绝大多数地区一直维持在1960年代初期（三年困难时期）核定的水平，按照实物计算无实际增加。

### 人民公社时期

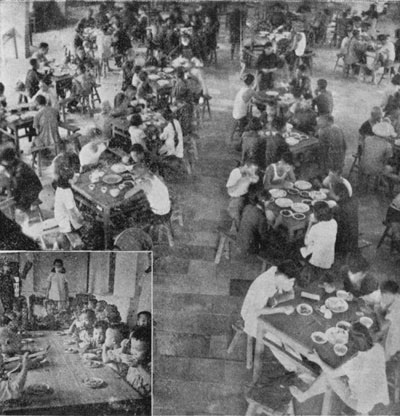
生产大队在人民公社里免费吃饭。

计算农业税以生产单位——主要以生产队实际产量核算征收，实际上仍旧以三年困难时期按法定亩核定的标准征收；其他农业生产组织则按照实际种植的农作物或其他经济作物的收获、收入核算。

### 人民公社解体后
随着农村家庭联产承包责任制的实行，以生产队为主体的基本核算单位转变为一家一户的农户，因此农业税的征税分解到各个农户。在一个生产队内，平均每法定亩征收的税率相同。按照农户承包的法定亩数量分摊到农户，故此称为“田亩税”。有的工作粗暴的基层组织（主要为生产大队）在核算和协助征收的农业税的时候，简单地按照人口计算方式来平摊税赋，故被称戏为“人头税”。

## 征收方式
以实物方式，具体以当地的主要粮食折合计算征收。随着家庭联产承包责任制的实行，特别是1980年代后期到1990年代前期以后，一方面由于经济作物、水果种植、园林作物的发展，部分农户家庭转向非粮食作物；另一方面众多的农民迁徙至城市加入第二和第三产业，其中相当部分以“农民工”的身份加入产业工人行业；还有部分城郊地区的农户，由于城市的扩展，土地被征收变成城市用地没有土地，从这一时期开始，每年的征收基本上以粮食按照当时的市场价格折合为货币征收。折算的方式一般以县按照粮食的等级设定不同的价格，在以粮票为标志的粮食计划供应体制取消之前，按照计划粮食销售价设定货币折算价格；在粮食计划供应体制取消以后，多以省为单位参照当年的设定粮食保护价格折算。各个县级行政区之间、地级行政区之间、省级行政区之间存在价格差异。